# Vincenzo D'Angelo
Vincenzo D'Angelo (Pozzuoli, 9 marzo 1906 – Castellammare di Stabia, 10 gennaio 1984) è stato un pittore, poeta e scrittore italiano.

## Biografia
Giovanissimo aderì alla scuola di Leon Giuseppe Buono, di Giovanni Brancaccio e successivamente a quella tosiana di Vincenzo Ciardo. Fu tra i fondatori della Libera Associazione Artisti Napoletani.
Nel 1930 si trasferì a Castellammare di Stabia, dove nel 1936 costituì, in ricordo di Errico Gaeta, la Scuola dei Pittori di Quisisana e, successivamente, quella di Via Coppola.
Ha esposto, all'estero, a Praga, Varsavia, Cracovia, Bucarest, Sofia, Bruxelles, Helsinki e, in Italia, al Premio Bergamo, al Premio Michetti dalla fondazione, Premio Suzzara, Premio Posillipo, alla Quadriennale di Roma (1937, 1951) ed alla Biennale di Venezia (1950) solo per citare i maggiori.
Sue opere si trovano in collezioni private (Pirelli-Milano, Martinez-Parigi, Sormani-Milano, Villani-Milano) e pubbliche (Museo civico di Pescara, Banco di Napoli, Palazzo Strozzi di Firenze, Museo Civico di Milano, Comune di Castellammare di Stabia).
È anche autore di poesie e racconti: Sciure e Penziere (1966), Il Principe ed altri racconti (1970), Santi in terra (1982).
È morto a Castellammare di Stabia il 10 gennaio 1984, dove gli è stata intitolata la passeggiata del lungomare Garibaldi.